# مياه ماري لانجلويس
مياه ماري لانجلويس (بالإنجليزية: Miah-Marie Langlois)‏ مواليد 21 سبتمبر 1991 في وندسور، هي لاعبة كرة سلة كندية. بدأت مسيرتها الاحترافية في سنة 2014. تلعب مع دينامو نوفوسيبيرسك في الدوري الروسي لكرة السلة للسيدات كلاعب هجوم خلفي. وتحمل الرقم 10. يبلغ طولها 5 قدم 8 بوصة (1.7 م). مثلت منتخب بلادها. شاركت في دورة الألعاب الأولمبية الصيفية سنة 2016. حققت المركز الأول في بطولة أمم الأمريكتين لكرة السلة 2015.

## سجل المنافسة
شاركت في المنافسات التالية:
- الألعاب الأولمبية الصيفية 2016
- كأس العالم لكرة السلة للسيدات 2014

## الميداليات
| الميدالية | المسابقة                             |
| --------- | ------------------------------------ |
| ذهبية     | بطولة أمم الأمريكتين لكرة السلة 2015 |
| ذهبية     | دورة الألعاب الأمريكية 2015          |

## روابط خارجية
- مياه ماري لانجلويس على موقع الاتحاد الدولي لكرة السلة (الإنجليزية)
- مياه ماري لانجلويس على موقع كرة السلة الأوروبية.كوم (الإنجليزية)
- مياه ماري لانجلويس على موقع بروبوليرز (الإنجليزية)
- مياه ماري لانجلويس على موقع سبورتس رفرنس (الإنجليزية)
- مياه ماري لانجلويس على موقع اللجنة الأولمبية الدولية (الإنجليزية)
- مياه ماري لانجلويس على موقع أوليمبيديا (الإنجليزية)
- مياه ماري لانجلويس على موقع اللجنة الأولمبية الكندية (الإنجليزية)